# Сан Панкрацио (Асти)
Сан Панкрацио је насеље у Италији у округу Асти, региону Пијемонт.
Према процени из 2011. у насељу је живело 22 становника. Насеље се налази на надморској висини од 176 м.